# Viliam Široký
Viliam Široký, né le 31 mai 1902 à Presbourg, mort le 6 octobre 1971 à Prague est un homme politique slovaque. Il est premier ministre de Tchécoslovaquie de mars 1953 à septembre 1963.

## Biographie
Il travaille dans le chemin de fer dans sa jeunesse puis devient militant communiste et organise en 1921 le parti communiste de Bratislava. Il est nommé secrétaire au comité central du parti communiste slovaque et est élu au parlement tchèque en 1935. À l'invasion de la Tchécoslovaquie en 1938 par les forces allemandes il s'enfuit en France. Il s'établit ensuite en URSS en 1940 puis retourne au pays en 1941 après l'invasion de l'URSS. Il rejoint des groupes de résistance clandestins pour lutter contre le régime slovaque fasciste pro-allemand de Jozef Tiso.
Au printemps 1944 au cours de l'insurrection nationale il est arrêté par la Gestapo puis mis en prison. Il s'échappe l'année suivante et rejoint l'URSS. En 1945 après la libération de la Tchécoslovaquie il est nommé premier secrétaire du gouvernement provisoire établi à Košice. Il est nommé vice-premier ministre du gouvernement formé en avril 1945 puis est élu président du parti communiste slovaque. Il est nommé premier ministre le 21 mars 1953. Il est « de fait » président de la Tchécoslovaquie du 13 au 19 novembre 1957. Il démissionne le 20 septembre 1963.

## Source
- Harris Lentz Heads of states and governments since 1945 éd. Routledge 2013 p. 216

1. ↑  de la République tchécoslovaque jusqu'en 1960.